# مسلمة بلاي فير
 مسلمة بلاي فير  هي مسلمة هندسية، حلت محل مسلمة إقليدس الخامسة (مسلمة التوازي)، تقول مسلمة بلاي فير بأن:
| مسلمة بلاي فير | من أي نقطة خارج مستقيم ما، على الأكثر يمر مستقيم وحيد يوازي المستقيم المذكور. | مسلمة بلاي فير |

تكافئ تلك المسلمة، مسلمة التوازي عند إقليدس، التي نشرها الرياضياتي الاسكتلندي جون بلاي فير في عام 1795، وحملت اسمه على الرغم من أنها لم تكن من أعماله، وعمل عليها آخرين وخاصة ويليام لودلام (1718-1788). ولكنها تحتاج لإعادة صياغة عبارة «على الأكثر»، لأن بقية المسلمة تعني أن هناك مستقيم واحد فقط. كان من المفروض أن يكتبها قائلاً: «فإن هناك مستقيم واحد فقط يوازيه».
ومن المهم ملاحظة أنه في كتاب إقليدس، قال بإن الخطين المتوازيين لا يتقابلان أبدًا، دون أن يذكر ما إذا ظلت المسافة بينهما ثابتة أم لا. ويذكر أنه عندما توصّل ديفيد هيلبرت إلى مسلماته اعتمد على مسلمة بلاي فير بدلاً من المسلمة الخامسة لإقليدس.

## العلاقة مع مسلمة إقليدس الخامسة

إذا كان مجموع الزاويتين الداخليتين α و β أقل من 180°، سوف يلتقي هذان المستقيمان في نقطة.

لا تكافئ مسلمة بلاي فير مسلمة إقليدس الخامسة بالضبط لأنه في الهندسة الإهليليجية، مثلاً على سطح الكرة، مسلمة إقليدس في نسخته الأصلية تقول:
| مسلمة بلاي فير | إذا قطعت قطعة مستقيمة خطين مستقيمين وشكّلا زاويتين داخليين على الجانب نفسه كلاهما أقل من زاوية قائمة، فإن الخطان إذا مُدّا، فإنهما سيلتقيان بالتأكيد في الجانب الذي يشكلان فيه زاويتان حادتان. | مسلمة بلاي فير |

وهي في هذه الحالة لا تنطبق لأن أي خطين على الكرة يجتمعان، لذا فمسلمة بلاي فير أفضل ولا تطبق في الهندسة الاهليلجيه. لذلك، فإنه لا يمكن اشتقاق مسلمة بلاي فير من مسلمة إقليدس الخامسة وحدها.
أسهل طريقة لإثبات ذلك، باستخدام نظرية إقليدس (التي تعتمد على مسلمته الخامسة) التي تقول بأن مجموع زوايا المثلث تعادل زاويتين قائمتين. إذا كان لدينا خط ونقطة، ورسمنا خط عمودي على هذا الخط يمر بتلك النقطة، ثم رسمنا عمودي على الخط العمودي، فإن هذا الخط الأخير موازي للأول، لأنه لا يمكن أن يشكلا مثلث. وبالتالي، يمكن أن نرى أنه لا وجود لأكثر من خط موازي واحد، لأن أي خط يشكل زاوية مع الخط الأول سيقطعه في نقطة ما.